# Olivia Ruiz
Pour les articles homonymes, voir Ruiz et Blanc (homonymie).
Olivia Ruiz, nom de scène d'Olivia Blanc, est une  auteure-compositrice-interprète, actrice, réalisatrice et romancière française née le 1er janvier 1980 à Carcassonne.

## Biographie

### Jeunesse et formation
Olivia Ruiz naît le 1er janvier 1980 à Carcassonne, fille de Didier Blanc, musicien et chanteur de bal, et de Christiane Blanc, employée de bureau à la MSA. Elle choisira son nom de scène Ruiz en hommage à sa grand-mère paternelle.
La famille maternelle et la grand-mère paternelle, d'origine espagnole de Granja de Rocamora, qui ont fui le franquisme, ont vécu de 1981 à 1990 à Marseillette dans le bar-tabac-hôtel-restaurant du village (lieu qui fera l'objet de son deuxième album). En 1985, un deuxième enfant naît, Anthony, qui deviendra compositeur de rap sous le nom de Toan et psychologue interculturel, actif dans des projets humanitaires auxquels il associe sa sœur,.
Après des années de collège à Capendu, et un baccalauréat théâtre expression dramatique à Narbonne, c'est à Montpellier qu'Olivia Ruiz part continuer ses études. Elle choisit les arts du spectacle à l’université, puis s'oriente vers un BTS en communication, qu'elle obtient. Dès l'âge de quinze ans, elle s'investit dans la musique, quitte le giron familial pour aller vivre chez une tante à Narbonne, enchaîne des cours de danse et de théâtre, dont quatre années aux médiévales de Carcassonne, et forme avec ses amis de Comigne le groupe rock Five, assurant des premières parties et gagnant des tremplins, en reprenant des chansons des Cranberries ou de Lenny Kravitz.

### Débuts sur scène et révélationStar Academy(2001-2005)
Parallèlement, elle suit des cours de danse à l'École Pelizzon à Carcassonne et Trèbes, et entre dans la troupe associative des Médiévales de Carcassonne pour son spectacle estival. Avec Frank Marty (des groupes THC, Les Croquants et La Varda), multi-instrumentiste originaire de Narbonne, ils présentent un répertoire dans des bars, où ils interprètent des chansons de Fréhel, Montand, Bécaud, mais aussi de la nouvelle génération avec la Tordue et des standards espagnols. Elle chante également en compagnie de son père dans sa formation Didier Blanc et la Belle Histoire. En 2001, ils créent un duo présenté en Languedoc-Roussillon, dans lequel ils interprètent des titres liés à la chanson française et espagnole.
En 2001, elle participe à la première saison Star Academy, où elle parviendra en demi-finale. Opposée à Jenifer, elle sera éliminée mais avouera qu'elle ne voulait pas réellement gagner. Elle profite de ce tremplin pour signer chez Universal mais tente de se détacher de l'image Star Academy. La chanson Paris, écrite par Chet, annonce son premier album, J'aime pas l'amour, pour lequel elle contacte Néry (ancien membre des VRP, qui mettra en scène son premier spectacle), Prohom, Juliette ou encore le groupe Weepers Circus, qui lui écrira la chanson Petite fable et l'invitera à des duos sur trois de ses propres albums. Elle est alors nommée aux Victoires de la musique 2005 dans la catégorie Révélation scène.

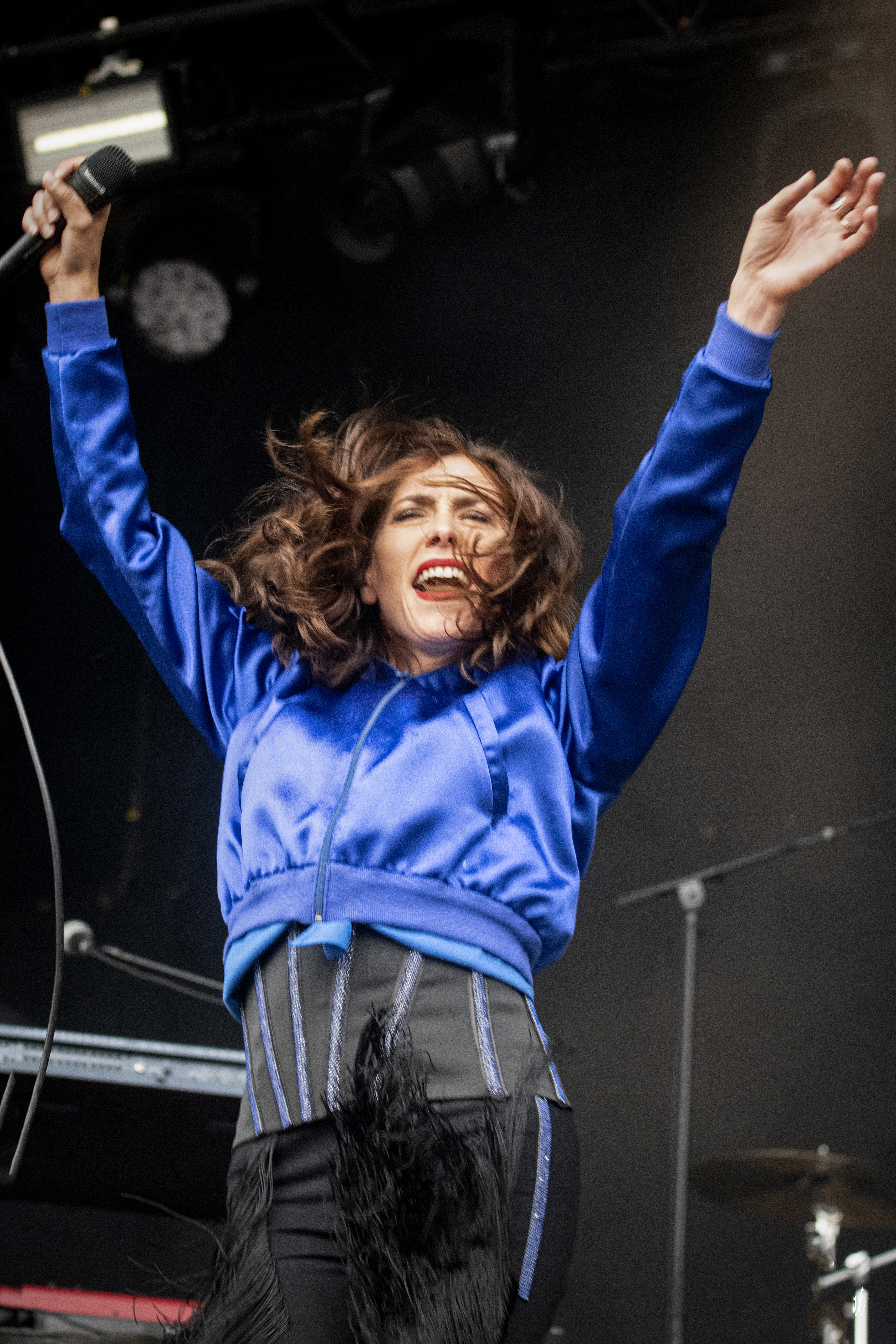
Olivia Ruiz,festival "Le Murmure du son" ville d'Eu le 12 juillet 2024

### Succès critique et commercial (2005-2010)

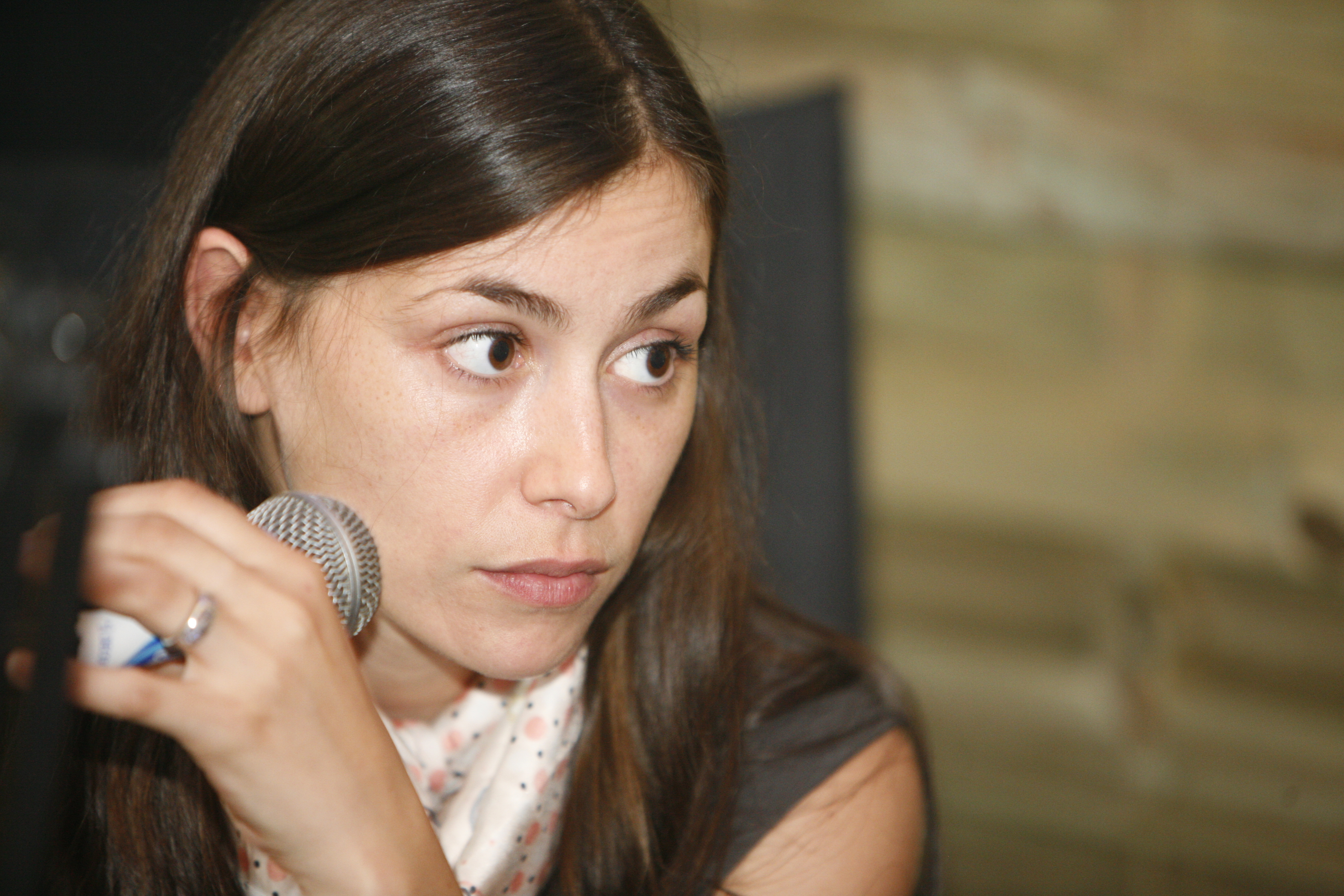
La chanteuse aux Eurockéennes de Belfort 2007.

Pour son deuxième album, La Femme chocolat (2005), elle contacte Christian Olivier du groupe Têtes Raides, Christophe Mali de Tryo, Mathias Malzieu de Dionysos (qui est son compagnon jusqu'en 2011), Ben Ricour, et de nouveau Néry, Chet et Juliette. L'album connaît un grand succès grâce aux titres J'traîne des pieds et La femme chocolat, recevant un disque de diamant (1 200 000 exemplaires vendus). Elle est nommée aux Victoires de la musique 2006 dans la catégorie Album de l'année, mais ne remporte des prix que l'année suivante, en tant qu'Artiste féminine et Spectacle de l'année. Paraissent alors une version espagnole de l'album, La chica chocolate, ainsi que l'album live Chocolat Show !. En 2007, elle enregistre un duo avec Brigitte Fontaine.

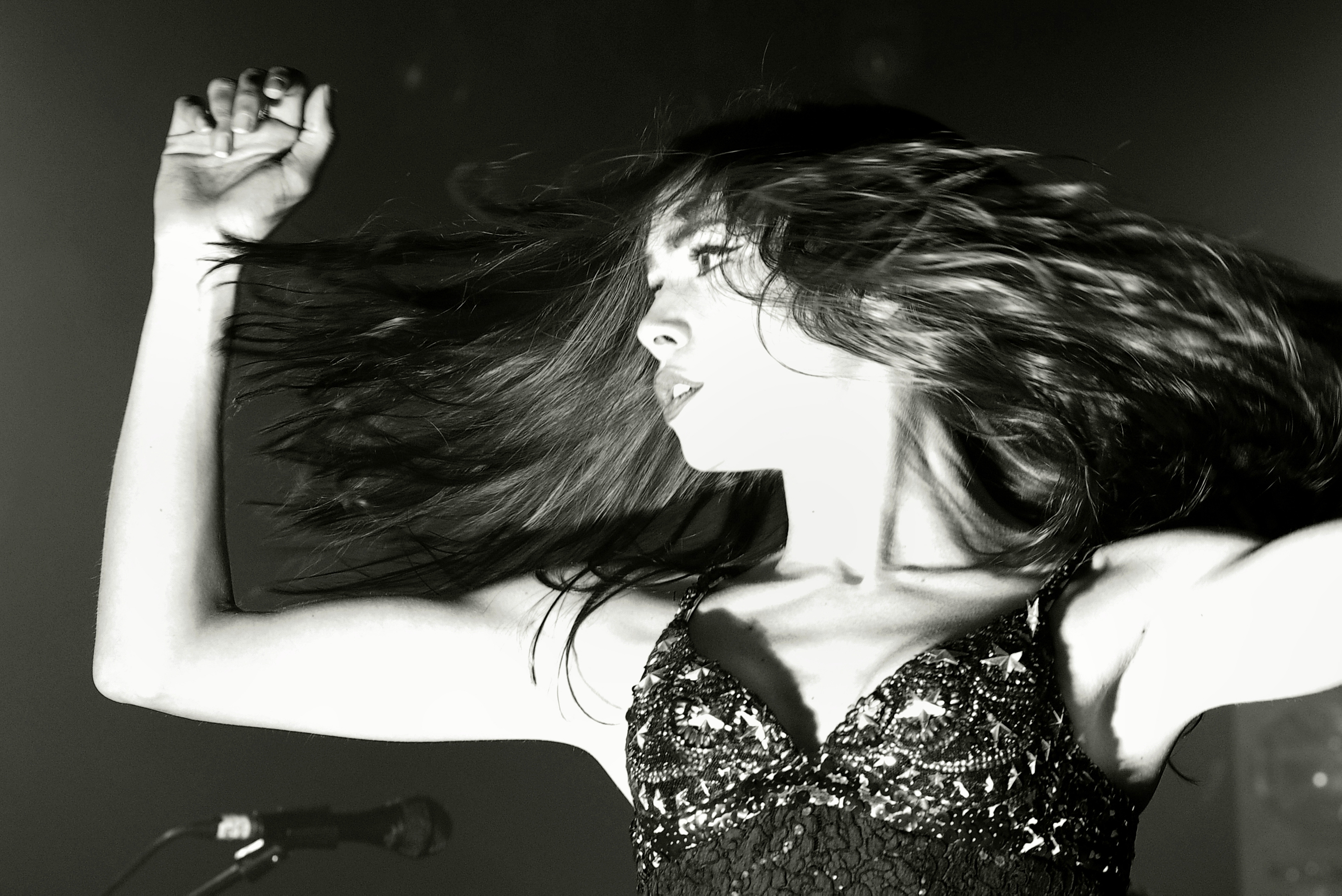
Olivia Ruiz au Festival Face & Si 2010.

En 2009, sort son troisième album, Miss Météores, sur lequel elle signe tous les textes en français et compose avec Mathias Malzieu toutes les musiques, à côté de plusieurs collaborations (le rappeur canadien Buck 65, les Français Coming Soon, les Anglais The Noisettes et le groupe Lonely Drifter Karen). Porté par trois singles (Elle panique, Belle à en crever et Les crêpes aux champignons), l'album s'écoule à plus de 400 000 exemplaires et lui permet d'entamer une nouvelle tournée. En octobre, elle chante au Zénith de Paris pour les soixante ans du Mouvement Emmaüs.
En 2010, la tournée Miss Météores continue avec plus d'une cinquantaine de dates. Le 2 juin sort le DVD Miss Météores Live. Elle remporte une nouvelle fois deux Victoires de la musique (Artiste féminine et Clip de l'année pour Elle panique).

### Confirmation sur scène (2012-2014)

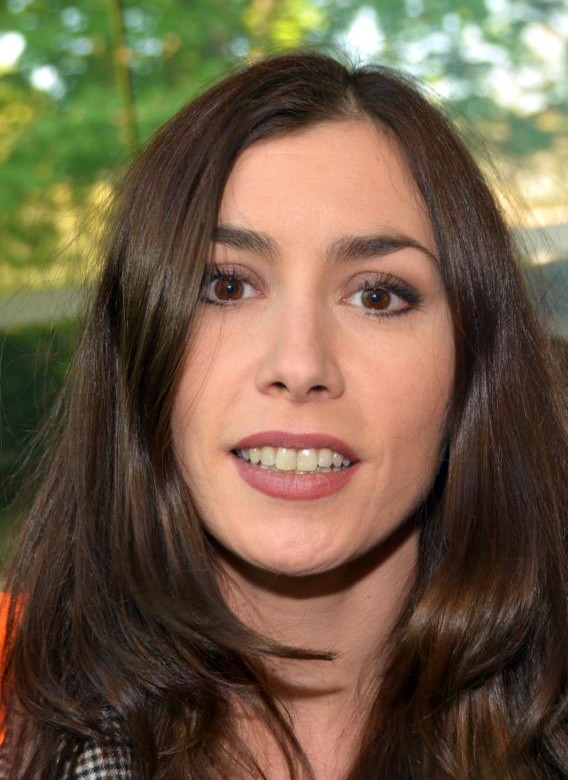
La chanteuse à l'enregistrement d'une émission en 2013.

D'août à octobre 2010, elle joue aux côtés de Gérard Jugnot et François Berléand dans Un jour mon père viendra de Martin Valente. En novembre, elle conçoit les décorations des vitrines du BHV Paris, comprenant notamment l'exposition Les songes funambules. Elle participe également au projet Les Françoises avec Jeanne Cherhal, Emily Loizeau, Camille, La grande Sophie et Rosemary Standley (du groupe Moriarty).
En 2011, elle devient ambassadrice de l'association Orchestre à l'école[pertinence contestée], qui permet de transformer des classes en orchestres dans les établissements scolaires pendant trois ans.
En 2012, Olivia Ruiz s’associe au Red Star Orchestra, big band de dix-sept musiciens de jazz, pour une tournée et l'enregistrement de six titres.
Le 3 décembre 2012 sort son quatrième album, Le calme et la tempête. Elle confie dans un entretien pour L'Express l'avoir enregistré après être partie s'exiler quelque temps en solitaire à Cuba. Porté par les singles My Lomo & me, L.A. Melancholy et Volver, l'album se vend à 150 000 exemplaires. Elle part à nouveau pour une tournée d'une centaine de dates jusqu'en 2014.
Début 2013, elle est nommée aux Victoires de la musique dans la catégorie Clip de l'année pour My Lomo and me. En février, elle bat son propre record en remportant pour la troisième fois un Globe de Cristal dans la catégorie Artiste interprète féminine (2007, 2010, 2013).
En octobre 2013, à Grenoble, Olivia Ruiz – combinant danse, théâtre et chant – incarne Candelas, la Gitane de L'Amour sorcier, ballet-pantomime que Manuel de Falla écrit en 1915.

### Diversification de projets (2014-2022)

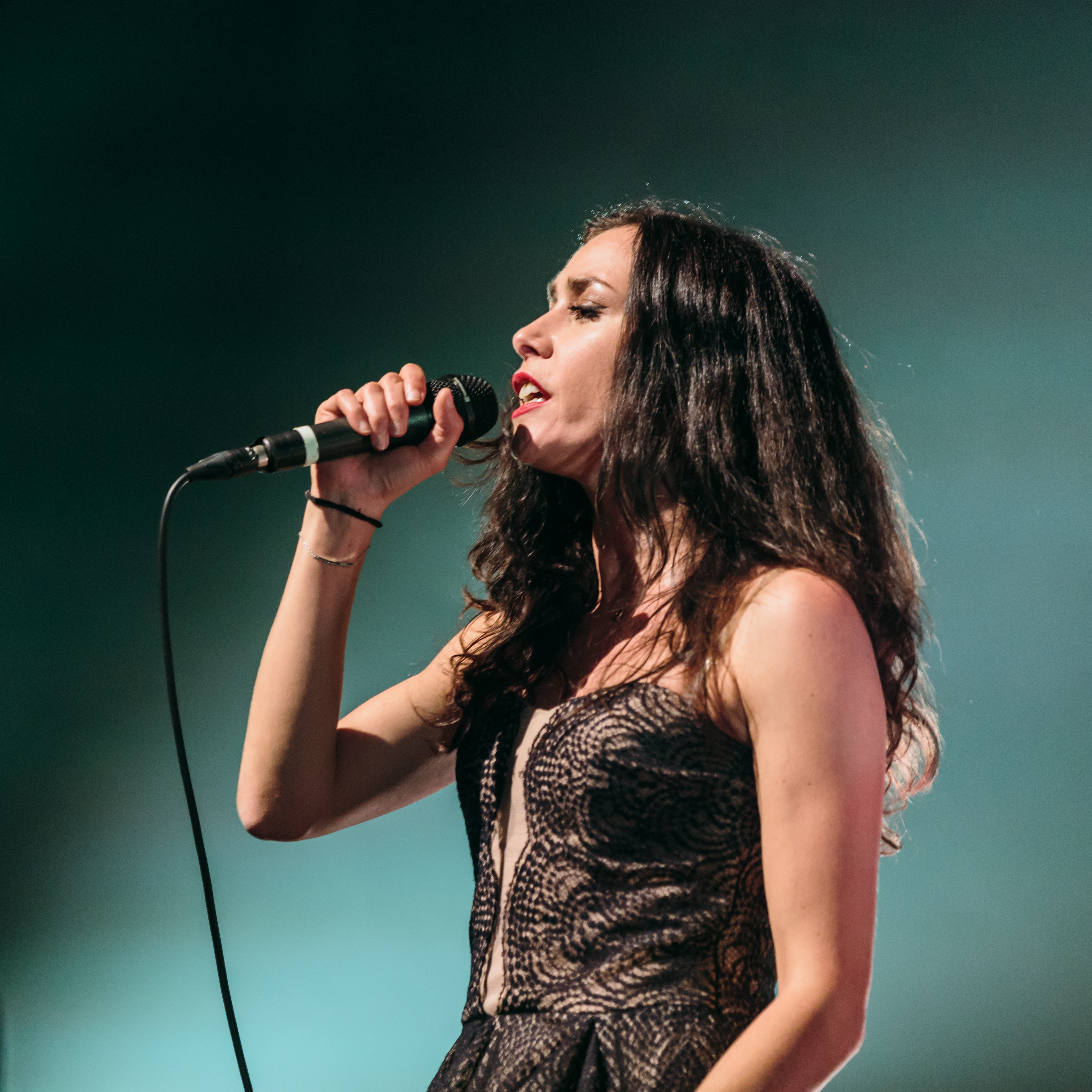
La chanteuse en concert au Festival de Cornouaille 2017.

Elle participe à diverses compilations, interprétant notamment Adieu minette dans le second disque de La bande à Renaud, My Baby Just Cares for Me dans l'album hommage à Nina Simone et Les Aristocats dans le second volet de We Love Disney, et enregistre son septième duo avec le groupe Weepers Circus, De l'amour exactement (un hommage à Serge Gainsbourg).
Elle présente une comédie musicale Volver, inspirée de son histoire, jouée en septembre 2016 (avant-première MC2, Grenoble, Biennale de la danse, Lyon) puis en octobre (Théâtre National de Chaillot, Paris). Elle est entourée de neuf danseurs et de plusieurs musiciens, tandis que la chorégraphie est confiée à Jean-Claude Gallotta et la dramaturgie à Claude-Henri Buffard.
Deux mois plus tard, elle dévoile son cinquième album studio, À nos corps-aimants, réalisé par Edith Fambuena, qui se vend à 50 000 exemplaires. Suit une tournée de plus de cent dates. Elle fait ensuite quelques apparitions lors de concerts particuliers, mais se retire de la sphère médiatique pour se concentrer sur d'autres projets.
Elle est artiste associée de la Scène nationale de Narbonne pour la saison 2019/2020 autour de son projet Bouches cousues, composé d'une forme scénique autour du répertoire traditionnel espagnol et de plusieurs de ses chansons ainsi que d'expositions graphiques.
En 2019, elle obtient le rôle principal dans le téléfilm États d'urgence de Vincent Lannoo, diffusé sur France 2. Elle publie ensuite son premier roman La Commode aux tiroirs de couleurs le 3 juin 2020, qui s'écoule à 500 000 exemplaires. Des lectures musicales du livre sont programmées, dont la première a lieu à Strasbourg à la Cité de la Musique et de la Danse. En parallèle, elle reprend son spectacle Bouches cousues qui s'étend sur une trentaine de dates jusqu'en 2021. Du fait de l'épidémie de Covid-19, l'entièreté de la tournée est reportée à 2021 et s'achèvera au printemps 2022.

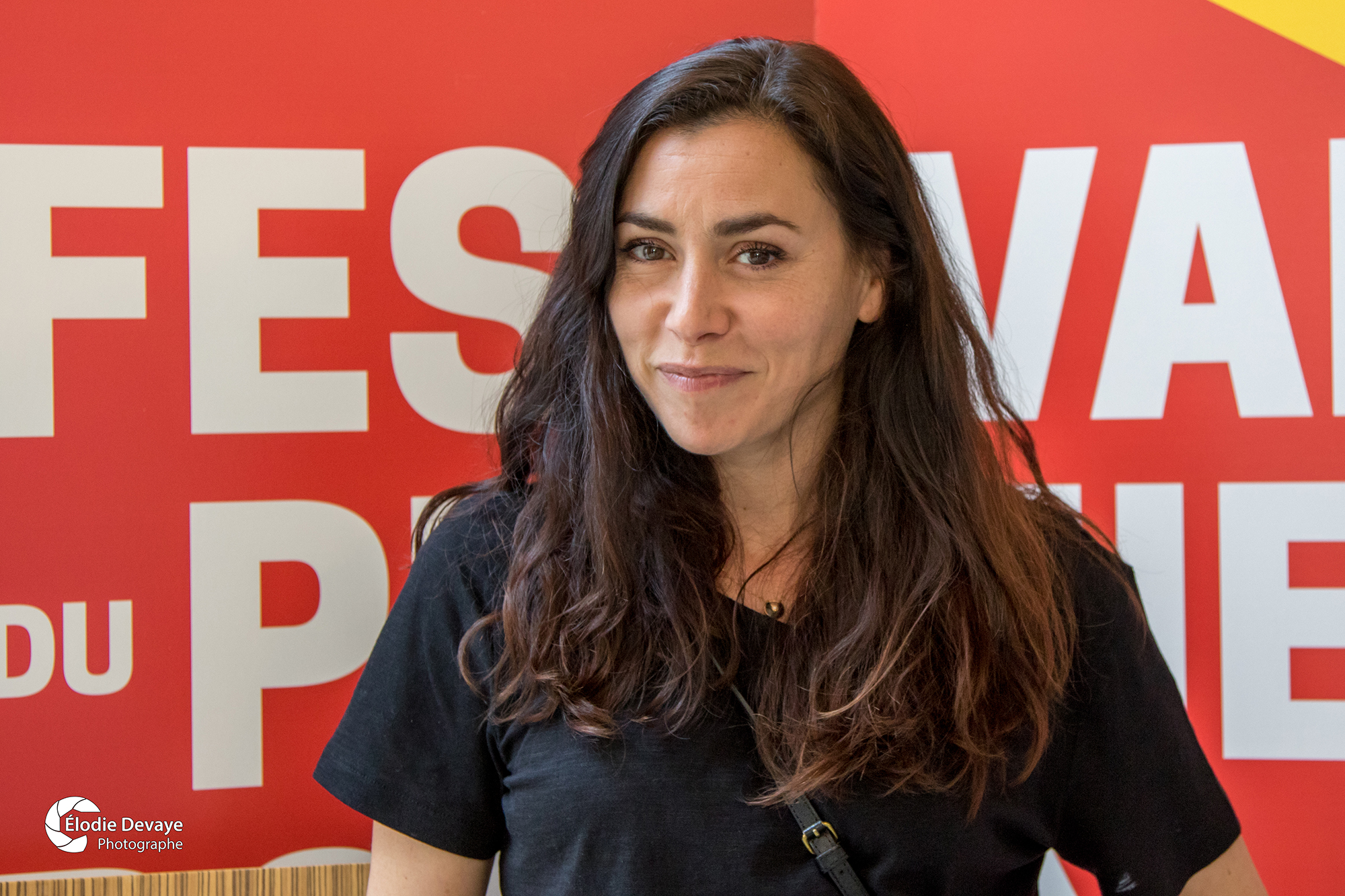
Olivia Ruiz au Festival du premier roman 2021.

Elle amorce doucement son retour à la musique avec une résidence d'écriture/composition en avril 2021, avec Vincha et Nino Vella autour d'un futur sixième album. Mais c'est en librairie qu'elle fait son retour le 11 mai 2022 avec son second roman Écoute la pluie tomber,,. En parallèle, le travail autour du sixième album se poursuit avec plusieurs passages en studio en avril et en mai.

### Retour musical (2023-2024)
L'album La Réplique sort le 1er mars 2024. Dans cet album, la chanson Tu danses est dédiée à Nadia Guillemain, victime d'un féminicide le 2 mars 2022 à Pithiviers.
Elle est annoncée au Printemps de Bourges 2024 et sur la scène de l'Olympia de Paris le 20 novembre 2024.

### Soutien
Olivia Ruiz participe au concert de solidarité en soutien aux sinistrés des inondations meurtrières en octobre 2018 dans l’Aude au Dôme de Carcassonne avec notamment Francis Cabrel, Magyd Cherfi, Art Mengo, Amandine Bourgeois, etc.

### Vie privée
De 2005 à 2011, elle partage la vie de Mathias Malzieu du groupe Dionysos.
Elle est ensuite en couple avec Nicolas Preschey, programmateur musical entre autres du festival FNAC. En novembre 2015, elle met au monde un fils prénommé Nino.

## Discographie

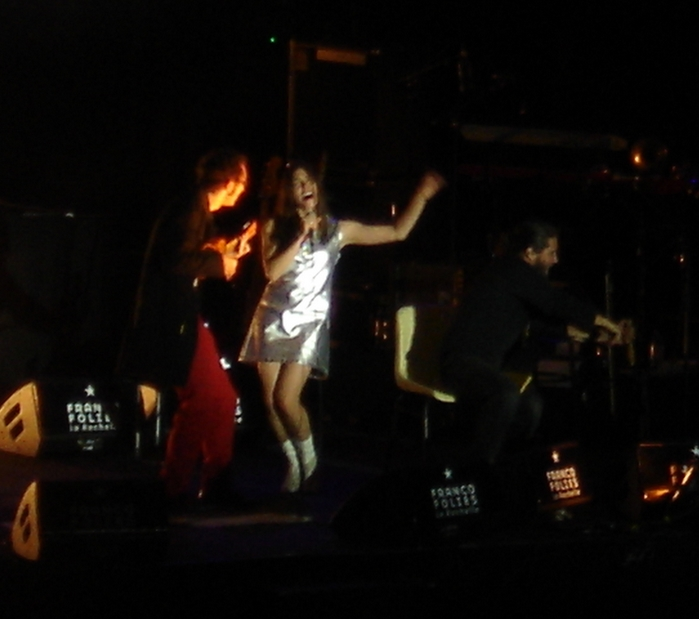
Olivia Ruiz aux Francofolies de La Rochelle (2007).

### Albums
- 2003 : J'aime pas l'amour
- 2005 : La Femme chocolat
- 2009 : Miss Météores
- 2012 : Le Calme et la Tempête
- 2016 : À nos corps-aimants
- 2024 : La Réplique

### Albums Live
- 2007 : Chocolat Show (live)
- 2010 : Miss Météores Live

### Autres projets
- 2008 : La chica chocolate, en Espagne
- 2012 : Olivia sings for The Red Star [EP]

### Singles
- 2002 : Paris
- 2003 : J'aime pas l'amour
- 2003 : Pas si vieille
- 2003 : Qui sommes-nous ?
- 2004 : Le tango du qui
- 2004 : Les vieux amoureux
- 2005 : J'traîne des pieds
- 2006 : La femme chocolat

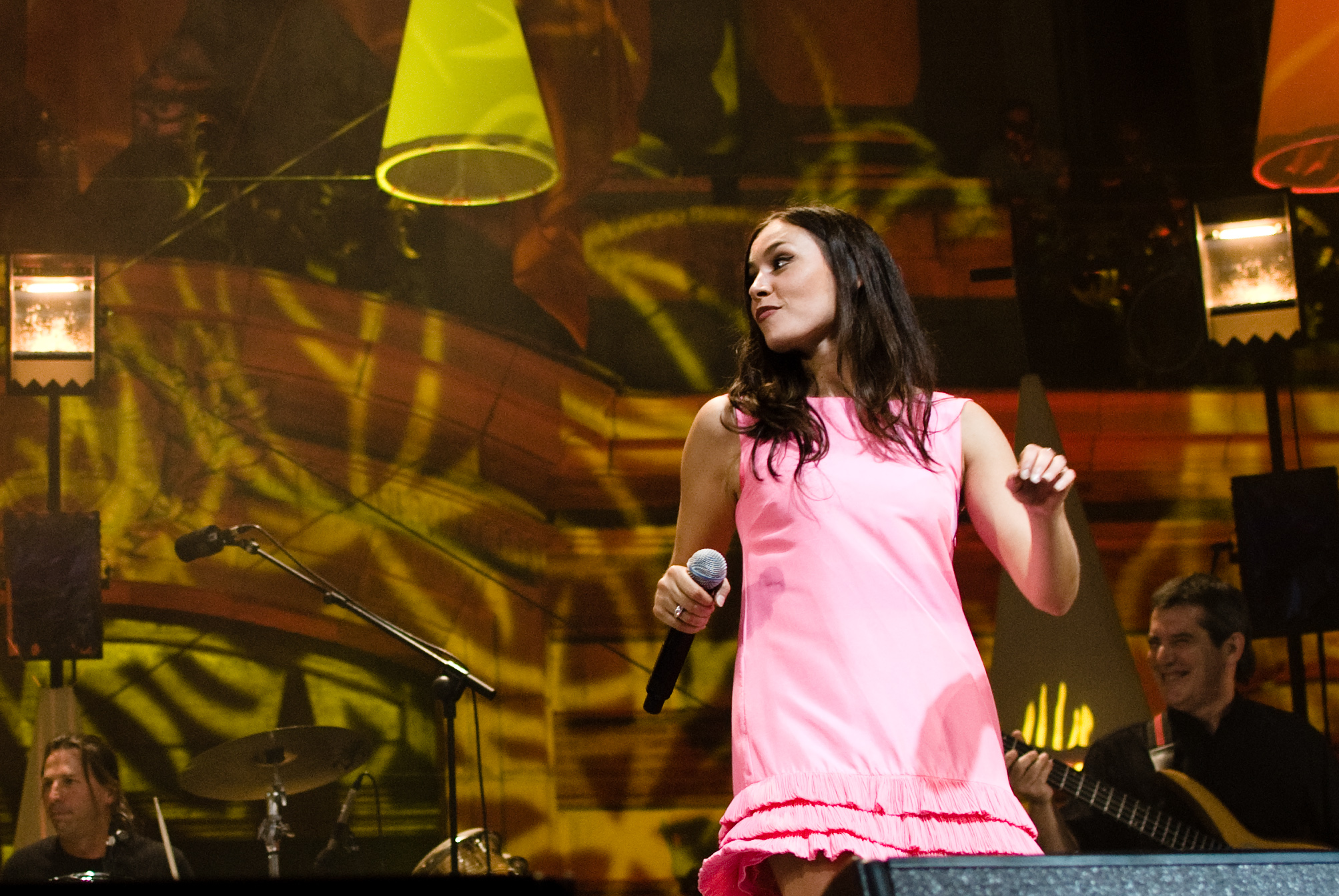
Olivia Ruiz sur scène en 2009 lors d'une représentation du spectacle Planète Nougaro.

- 2007 : Non dits (avec Christian Olivier des Têtes Raides)
- 2007 : Goûtez-moi
- 2007 : Thérapie de groupe
- 2007 : Partir ou rester (avec Brigitte Fontaine)
- 2008 : La chica chocolate (Espagne)
- 2009 : Elle panique
- 2009 : Belle à en crever
- 2010 : Les Crêpes aux champignons
- 2012 : My Lomo & Me (Je photographie des gens heureux)
- 2013 : Je m'en Fiche (L.A. Melancholy)
- 2013 : Volver
- 2016 : Mon corps, mon amour
- 2017 : Dis-moi ton secret
- 2023 : La Réplique
- 2024 : Le Sel
- 2024 : À Toi

### DVD
- 2007 : Chocolat Show (live)
- 2010 : Miss Météores Live

### Participations
- 2002 : Glow, bande originale du film Le défi de Blanca Li
- 2003 : La Renarde (duo) et Je vole (chœurs) dans l'album Faites entrer du Weepers Circus
- 2004 : Petit homme qui vivait d'espoir dans l'album Reprisé de Les Croquants
- 2004 : Vous habitez chez vos parents et Voisine Voisin (duos) dans l'album Contre-courant de François Hadji-Lazaro
- 2005 : Êtes-vous là ? dans l'album Donne-moi de mes nouvelles d'Allain Leprest
- 2005 : Sans vous aimer (duo) dans l'album La Monstrueuse Parade du Weepers Circus
- 2005 : Ah Vita Bella dans l'album Les chemins de l'errance de La Varda
- 2005 : L’amour qu’on a pas fait (duo) dans l'album L'impatience de Laurent Viel
- 2006 : Téléportation (chœurs) dans l'album Mélodie Matamore de La Vigie du pirate
- 2006 : Le rêve de Monsieur Chat (duo avec Bertrand Belin) dans l'album Les Métamorphoses de Mister Chat de Dionysos
- 2006 : Putain de toi dans l'album éponyme, hommage à Georges Brassens
- 2006 : Ce George(s) (duo) sur l'album La Part de l'ange de Salvatore Adamo. Le titre figure également sur l'album Le Bal des gens bien (2008).
- 2007 : La Javanaise (duo avec Christian Olivier) dans l'album Versatile de Jean Corti
- 2007 : L'Almée phénomène et Nous chantons dans l'album Plein du monde de Bratsch
- 2007 : Petit homme (duo) dans l'album Tout n'est plus si noir... du Weepers Circus
- 2007 : Flamme à lunettes, Mademoiselle Clé, Candy lady et Tais-toi mon cœur dans l'album La Mécanique du cœur de Dionysos
- 2007 : Tout c'qu'est dégueulasse porte un joli nom dans l'album Chez Leprest, hommage à Allain Leprest
- 2007 : Plus haut dans l'album Banco de Têtes raides
- 2007 : Partir ou rester en duo avec Brigitte Fontaine
- 2008 : Je ne te reconnais plus (duo) dans l'album L'espoir de Cali
- 2008 : Sur le toit/ Ramona (duo avec Christophe) dans l'album Tribal musette des Primitifs du futur
- 2008 : Pépite et Pépette (duo) dans l'album Le bois du génie de Chet
- 2008 : Générique du film Mia et le Migou de Jacques-Rémy Girerd
- 2009 : Générique du dessin animé Bunny Maloney
- 2009 : Akilito Bouroudjoula (chœurs) dans l'album Au pays des hommes intègres de Toan
- 2009 : Te Fuiste (duo) dans l'album Cita con la luz de Yuri Buenaventura
- 2009 : Sur la route d'Amsterdam (duo) dans l'album L'arme de paix d'Oxmo Puccino
- 2009 : La Java des bombes atomiques et On n'est pas là pour se faire engueuler (collégiale) sur On n'est pas là pour se faire engueuler ! dans l'album hommage À Boris Vian
- 2009 : Le pont et la passerelle (duo) dans l'album Tout le monde m'aime d'Yvan Cujious
- 2009 : Jolie Môme dans l'album Fiorina de Jean Corti
- 2009 : Little Boxes dans l'album À la récré du Weepers Circus
- 2009 : La dame du dixième dans l'album Chez Leprest, volume II
- 2009 : La mélodie des tuyaux dans le conte musical de Benjamin Lacombe
- 2010 : Belle à en crever dans l'album Urgence Haïti
- 2010 : Mala vida dans l'album Couleurs sur Paris de Nouvelle vague
- 2011 : Tears of your heart (duo) dans l'album 20 odd years de Buck 65
- 2011 : Le Noël de la rue dans l'album Noël! Noël!! Noël!!! de Michel Legrand
- 2011 : Les tantes Jeanne dans l'album hommage Bécaud, Et maintenant
- 2011 : Couleur menthe à l'eau (duo) dans l'album Ma dernière séance  d'Eddy Mitchell
- 2014 : Jack et la Mécanique du cœur, Flamme à lunettes, Malaguena, Jack et Miss Acacia, Mademoiselle clé, Quijote, Candy Lady, Tais-toi mon cœur et Hamac of clouds sur la bande originale du film Jack et la mécanique du cœur, avec Dionysos
- 2014 : Adieu minette dans l'album hommage La bande à Renaud 2
- 2014 : Les Aristocats dans l'album We love Disney 2
- 2014 : My baby just cares for me dans Autour de Nina, l'album hommage à Nina Simone
- 2015 : El Silencio (chœurs) et Dehors il fait jour, dans Entre la vigne et la mer, album de Toan
- 2015 : Les règles (chœurs) dans Ascenseur émotionnel, album du groupe de rap Hustla
- 2015 : Fait divers dans l'album Ça, c'est vraiment nous, hommage au groupe Téléphone
- 2015 : De l'amour exactement (duo) dans l'album Planète des songes du Weepers Circus
- 2016 : Le kabaret de la dernière chance dans l'album Les 50 ans de Saravah
- 2017 : Gueule de nuit dans l'album Elles & Barbara, hommage à Barbara
- 2017 : Le vieux Léon dans l'album Accordéons-nous, hommage à l'accordéon, avec Roland Romanelli et Vincent Peraini
- 2017 : Les gens tristes (duo) dans l'album Catégorie reine de Magyd Cherfi
- 2017 : Les somnambules (duo) dans l'album Enfantillages 3 d'Aldebert
- 2017 : Je suis de Castelsarrasin et Au café du canal dans l'album Au café du canal de La Tribu de Pierre Perret
- 2017 : Roxy Bar (duo) dans l'album Tigreville de Pierre Lebas
- 2017 : Frère et sœur (avec Renan Luce), Petit rat et Tout est bien qui finit bien, dans l'album Le soldat rose à la fabrique de jouets
- 2018 : Annabelle, dans le conte musical Le Grand Voyage d’Annabelle
- 2019 : Jean Petit qui danse et L'araignée Gypsie dans l'album Les plus belles comptines d'Okoo
- 2019 : Entends sa voix (duo avec Toan) dans l'album Deep Ground Sound Vol. II
- 2020 : Les couleurs du village et La femme de l'Arabe, duos avec Toan dans l'album Madre Mediterranea de ce dernier

## Duos divers en live
- De 2002 à 2006 : La renarde, Je vole et Sans vous aimer avec le Weepers Circus, lors de concerts ou d'émissions radio
- 2005 : Mother's Little Helper avec Arno pour l'émission Quand la nuit tombe
- 2006 : Gino avec Les Têtes Raides pour les Live concerts sauvages sur France 4
- 2006 : Because The Night avec Blankass pour Taratata
- 2006 : Les Marionnettes avec Christophe pour Taratata
- 2006 : Couleur Café avec Vincent Delerm sur Europe 1
- 2006 : Ma p'tite chanson avec Bénabar pour la Fête de la Musique sur France 2
- 2006 : L’accordéoniste et Paris s'éveille avec Thomas Dutronc et Marcel Azzola au Festival Jazz Musette des Puces de Saint Ouen
- 2006 : Cabaret Blanc avec Christophe Mali au festival Chorus des Hauts-de-Seine.
- 2007 : Marcia Baïla avec Adrienne Pauly aux Eurockéennes de Belfort
- 2007 : L’accordéoniste avec Jean Corti au concert de Pantin
- 2007 : Concert des Muzik'elles de Meaux avec Brigitte Fontaine, Maurane, Bernard Lavilliers, Raul Paz, Didier Blanc, Blanca Li, Mathias Malzieu, Têtes Raides, Néry, Thomas Fersen, en duo, trio, quatuor[28]
- 2007 : Summertime Blues avec Dionysos et Cali pour Taratata
- 2007 : Tais-toi mon cœur avec Dionysos pour Taratata
- 2007 : duos sur l'album Chocolat Show pour Non-dits avec Christian Olivier, I need a child avec Mathias Malzieu et La Molinera
- 2007 : au Zénith de Toulouse, duo avec Bombes 2 Bal sur La sieste et L'amour toujours l'amour
- 2008 : Le moribond avec Beirut pour Taratata
- 2008 : Partir ou rester avec Brigitte Fontaine au Comedy Club
- 2009 : Les météores avec Orly Chap pour l'émission Tandem
- 2009 : lecture avec Jean d'Ormesson du poème Prose du bonheur et d'Elsa de Louis Aragon
- 2009 : Hommage à Claude Nougaro, Place du Capitole à Toulouse
- 2010 : Diamonds Are a Girl's Best Friend avec Izia pour Taratata
- 2010 : Participation au spectacle Les Françoises, création au Printemps de Bourges, en compagnie de Jeanne Cherhal, Camille, Emily Loizeau, La Grande Sophie et Rosemary Standley de Moriarty
- 2010 : J'traîne des pieds, Les crêpes aux champignons et Paint it Black avec Cali et Mathias Malzieu, à la Fête de la musique à Carcassonne
- 2012 : Osez Joséphine d'Alain Bashung, avec Cali pour le Téléthon
- 2013 : You Got Me des Roots et Erykah Badu, avec Orelsan pour Taratata
- 2013 : Tel qu'il est de Fréhel, avec Cali pour La fête de la chanson française
- 2016 : Siffler sur la colline de Joe Dassin, avec Vianney pour l'émission Même le dimanche

## Filmographie

### Actrice
- 2012 : Un jour mon père viendra de Martin Valente, avec Gérard Jugnot et François Berléand
- 2018 : Soledad de Manuel Sanchez[29]
- 2019 : États d'urgence, téléfilm de Vincent Lannoo sur France 2
- 2023 : The New Look (série télévisée) de Julia Ducournau : Édith Piaf

### Réalisatrice
- 2014 : Où elle est maman ?, court-métrage, présenté au Festival Tout un foin (Bayeux-Normandie)

### Musique
- 2009 : Bunny Maloney : interprète du générique (écrit et composé avec Mathias Malzieu)

### Doublage
- 2010 : Le Voyage extraordinaire de Samy de Ben Stassen : Shelly
- 2012 : Sammy 2 : Shelly
- 2014 : Jack et la mécanique du cœur : Miss Acacia
- 2025 : Hola Frida : Frida Kahlo (adulte)

## Autres créations artistiques
- 2013-2014 : L'Amour Sorcier, ballet-pantomime de Manuel de Falla, chorégraphié et mis en scène par Jean-Claude Gallotta
- 2016-2017 : Volver, création musicale et chorégraphique, mis en scène par Olivia Ruiz et Jean-Claude Gallotta
- 2019-2020 : Bouches Cousues, création scénique et photographique

## Publications
- L'Oiseau Piment, Paris, Éditions Textuel, 2007  (ISBN 978-2-84597-250-6)
- Swinging Christmas, Éditions Albin Michel Jeunesse, 2012  (ISBN 978-2-226-24043-9) (conte musical coécrit avec Benjamin Lacombe)
- La Commode aux tiroirs de couleurs, Éditions JC Lattès, 2020  (ISBN 978-2-7096-6694-7) (roman)
- Écoute la pluie tomber, Éditions JC Lattès, 2022 (roman)

## Distinctions

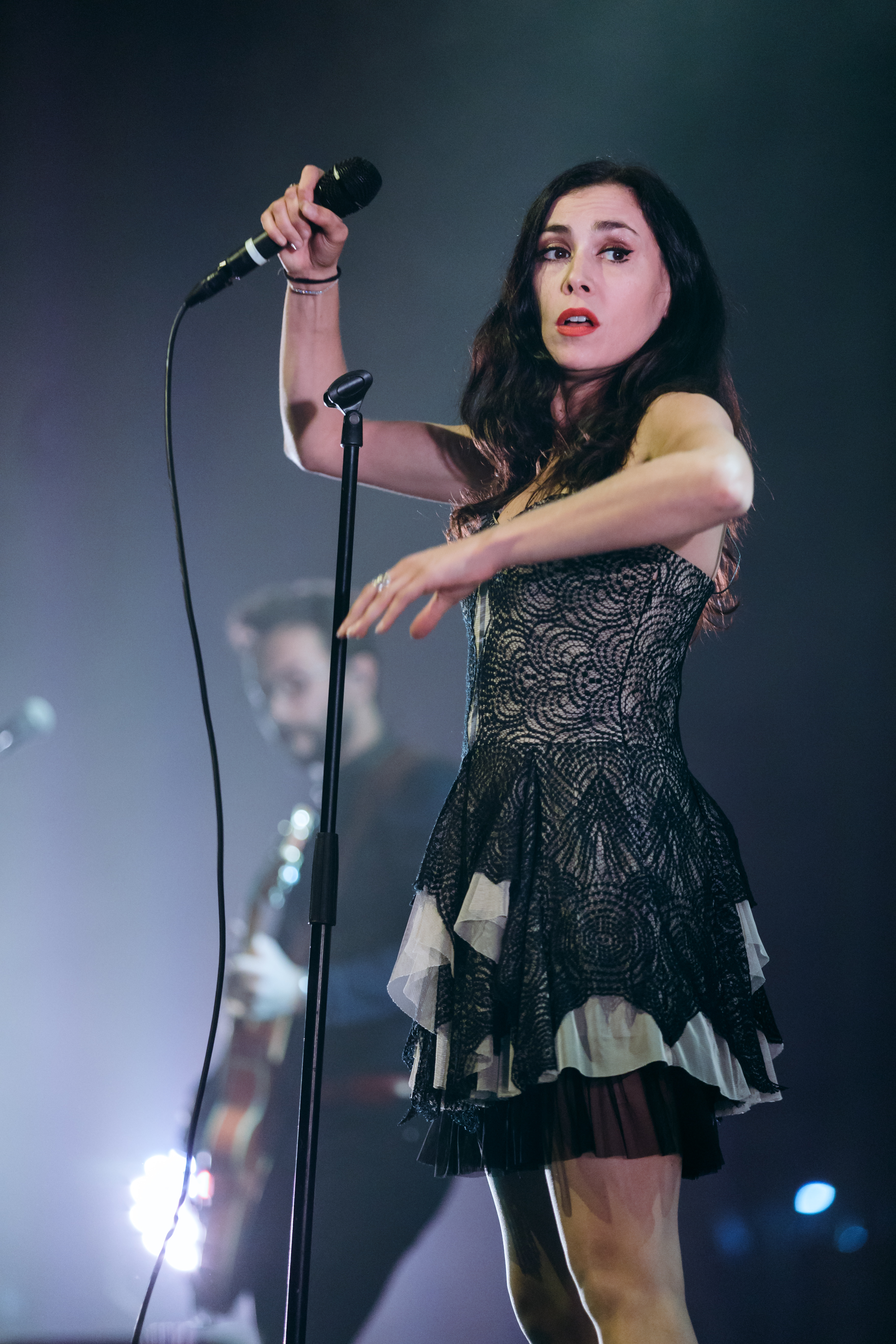
La chanteuse en concert au Festival de Cornouaille 2017.

| Année | Cérémonie               | Titre                                                    | Résultat    |
| ----- | ----------------------- | -------------------------------------------------------- | ----------- |
| 2005  | Victoires de la musique | Révélation Scène                                         | Nomination  |
| 2006  | Victoires de la musique | Album Chanson/Variétés de l'année pour La Femme chocolat | Nomination  |
| 2006  | MTV Europe Music Awards | Meilleur artiste français                                | Nomination  |
| 2006  | Prix Constantin         | Album de l'année pour La Femme chocolat                  | Nomination  |
| 2007  | Femmes en Or            | Spectacle                                                | Nomination  |
| 2007  | NRJ Music Awards        | Révélation francophone de l'année                        | Nomination  |
| 2007  | NRJ Music Awards        | Album francophone de l'année pour La Femme chocolat      | Nomination  |
| 2007  | Trophée Paris Match     | Artiste de l'année                                       | Récompensée |
| 2007  | Globes de Cristal       | Meilleure artiste interprète féminine                    | Récompensée |
| 2007  | Victoires de la musique | Artiste interprète féminine de l'année                   | Récompensée |
| 2007  | Victoires de la musique | Spectacle musical/tournée/concert                        | Récompensée |
| 2007  | Victoires de la musique | Chanson originale pour La Femme chocolat                 | Nomination  |
| 2007  | Étoiles Cherie FM       | Artiste féminine de l'année                              | Nomination  |
| 2009  | MTV Europe Music Awards | Artiste francophone de l'année                           | Nomination  |
| 2010  | Globes de Cristal       | Meilleure artiste interprète féminine                    | Récompensée |
| 2010  | Victoires de la musique | Artiste interprète féminine                              | Récompensée |
| 2010  | Victoires de la musique | Vidéo-clip de l'année pour Elle Panique                  | Récompensée |
| 2010  | Grands prix UNAC 2010   | Grands prix UNAC pour Elle panique                       | Récompensée |
| 2010  | Femmes en Or            | Spectacle                                                | Nomination  |
| 2013  | Globes de Cristal       | Meilleure artiste interprète féminine                    | Récompensée |
| 2013  | Victoires de la musique | Vidéo-clip de l'année pour My Lomo And Me                | Nomination  |